# 山内明
山内 明（、1921年〈大正10年〉7月11日 - 1993年〈平成5年〉10月29日）は、日本の俳優。早稲田大学文学部卒業。

## 来歴・人物
山野一郎の子として東京市麻布区に誕生。
1940年、早稲田大学演劇研究会で演劇集団「若い仲間」を結成。
1942年、松竹に入社。映画『鳥居強右衛門』でデビュー。
1943年に『海軍』に主演し、人気を得る。同年10月に召集を受け、満洲に渡り、中国へ転戦。
1945年5月、日本に帰国。
1946年、松竹京都撮影所に入社。
1947年、松竹大船撮影所に移る。
1950年、宇野重吉らとともに劇団民藝を創立。
1973年、民藝を退団。
1975年、演劇集団「どらまん・はっと」を結成。
『病院で死ぬということ』が遺作となった。1993年10月29日、死去。72歳没。

## 出演

### 映画
- 鳥居強右衛門（1942年、松竹）[2]
- 海軍（1943年、松竹） - 谷真人
- 女性航路（1944年、松竹）
- 粋な風来坊（1946年、松竹京都） - 山本清太郎
- 処女は真珠の如く（1947年、松竹大船） - 哲夫
- 若き日の血は燃えて（1947年、松竹大船） - 南
- たそがれの密会（1948年、松竹大船） - 野中泰介
- 銀座新地図（1948年、松竹大船） - 伸吉
- 限りなき情熱（1951年、東映東京） - 中島清七
- 長崎の歌は忘れじ（1952年、大映東京） - 佐伯道信
- 浅草四人姉妹（1952年、新東宝）- 外科医・田中
- 原爆の子（1952年、近代映画協会＝民芸）
- モンテンルパの夜は更けて（1952年、新東宝） - 井野圭介
- 嫁ぐ今宵に（1953年、新映プロ） - 長谷川信夫
- 縮図（1953年、近代映画協会） - 倉持
- 悲恋椿（1953年、大映京都） - 杉浦稔
- 夜明け前（1953年、新東宝） - 宗太
- 女の一生（1953年、新東宝） - 山崎真太郎
- 泥だらけの青春（1954年、日活） - 里村東介
- 忠臣蔵 花の巻・雪の巻（1954年、松竹） - 片岡源五右衛門
- 生きとし生けるもの（1955年、日活） - 曽根夏樹
- 四人の誓い（1956年、シネマプロデュース・サークル） - 岡部
- 夜あけ朝あけ（1956年、民芸） - 中杉万作
- 顔（1957年、松竹） - 飯島哲次
- 体の中を風が吹く（1957年、松竹） - 立田数馬
- 侍ニッポン（1957年、松竹） - 松平左兵衛督
- 朱の花粉（1960年、松竹大船） - 浜名準吉
- 海を渡る波止場の風（1960年、日活） - 塚越大作
- 豚と軍艦（1961年、日活） - 崎山
- 人間の條件 第五部・第六部（1961年、松竹） - 吉良上等兵
- 銀座旋風児 嵐が俺を呼んでいる（1961年、日活） - 中村捜査課長
- スパイ・ゾルゲ / 真珠湾前夜（1961年、日本（松竹）&フランス合作） - 尾崎秀美
- 風の視線（1963年、松竹） - 竜崎重隆
- 俺の背中に陽が当る（1963年、日活）
- 花と怒涛 (1964年、日活)
- 駆逐艦雪風（1964年、佐野芸術プロ/松竹）
- 刺青一代（1965年、日活） - 木下勇造
- 愛の渇き（1967年、日活） - 謙輔
- 雌が雄を喰い殺す かまきり (1967年、松竹)
- わが命の唄 艶歌（1968年）
- 黒部の太陽（1968年、日活＝三船プロ＝石原プロ） - 塚本
- 大幹部 無頼（1968年、日活） - 和泉竜作
- ある少女の告白 禁断の果実（1968年、日活） - 北沢雅樹
- 人斬り（1969年、大映＝勝プロ） - 勝海舟
- 戦争と人間 第一部・第二部（1970年 - 1971年、日活） - 石原莞爾
- 喧嘩屋一代 どでかい奴（1970年、大映京都） - 関口哲夫
- 激動の昭和史 沖縄決戦（1971年、東宝） - 宮崎中将[8]
- ゴジラ対ヘドラ（1971年、東宝） - 矢野徹[2][3][7]
- 子連れ狼 冥府魔道（1973年、東宝） - 心の字洗蔵
- わが道（1974年、近代映画協会） - 海名
- 新幹線大爆破（1975年、東映東京） - 官房長官
- 死の棘（1990年、松竹）
- 病院で死ぬということ（1993年） - 川村健二

### テレビドラマ
- 大河ドラマ（NHK）
  - 赤穂浪士（1964年） - 小山田庄左衛門
  - 天と地と（1969年） - 馬場美濃守
  - 勝海舟（1974年） - 小曽根乾堂
  - 峠の群像（1982年） - 大野九郎兵衛
  - 徳川家康（1983年） - 島井宗室
  - 山河燃ゆ（1984年） - 三島誠之助
  - 太平記（1991年） - 吉良貞義
- 東芝日曜劇場（TBS）
  - ママ日曜でありがとう（1965年 - 1969年） - 萌子の夫役
  - リツ子・その愛（1967年）
  - ひとり（1976年11月14日、HBC） - 草平の兄
- 肝っ玉かあさん（1968年 - 1972年、TBS） - 堂本大吉
- 大奥（1968年 - 1969年、KTV） - 孝明天皇
- 木下恵介アワー（TBS）
  - 兄弟（1969年 - 1970年） - 安藤
  - 二人の世界（1970年 - 1971年） - 榊原遼一
- 火曜日の女シリーズ「恋の罠」（1970年、NTV）
- 夕陽カ丘三号館（1971年 - 1972年、TBS） - 時枝浩一郎
- 1・2・3と4・5・ロク（1972年、TBS） - 白川正幸
- 愛の戦士レインボーマン 第29話「悪魔の戦隊DAC」・第30話「モグラート大破壊作戦」（1973年、NET） - ダック・ワン
- 赤ひげ 第17話「凍鶴」（1973年、NHK）
- 唖侍 鬼一法眼 第6話「血風峠」（1973年、NTV） - 柴軍兵衛
- 大岡越前 第4部 第17話「友情」（1975年、TBS） - 鍵屋仙兵衛
- 白い地平線（1975年、TBS）
- 落日燃ゆ（1976年、NET） - ナレーター
- 太陽にほえろ! （NTV・東宝）
  - 第182話「ボディーガード」（1976年） - 南署・庄司刑事係長
  - 第513話「真相は……?」（1982年） - 高松警部
- Gメン'75（1976年、TBS) - 関東刑務所杉本所長
  - 第43話「刑法第十一条・絞首刑」
  - 第57話「刑法第十一条　絞首刑・その後」
- 大都会 闘いの日々 第30話「縁談」・第31話「別れ」（1976年、NTV） - 桂木俊二郎
- 夫婦旅日記 さらば浪人 第24話「ふるさとへの旅路」（1976年、CX）
- 前略おふくろ様（1976年 - 1977年、NTV） - 松岡冬吉
- 銀河テレビ小説 （NHK）
  - 毎日が日曜日（1977年）- 沖直之
  - 男が家を出るとき（1985年） - 東圭造
- 特捜最前線（1977年・1983年、ANB）
  - 第29話「プルトニウム爆弾が消えた街」・第30話「核爆発80秒前のロザリオ」（1977年） - 刈屋教授
  - 第317話「掌紋300202!」（1983年） - 城所徳永
- 松本清張シリーズ / 最後の自画像（1977年、NHK） - 小塚貞一
- 東京メグレ警視シリーズ 第20話「警視と録画マニア」（1978年、ABC）
- 松本清張シリーズ / 火の記憶（1978年、NHK） - 島田刑事
- 昼ドラマ / くれない心中（1978年 - 1979年、CX）
- チェックメイト78 第22話「銃口の前に立つ警部」（1979年、ABC）
- ゆうひが丘の総理大臣 第29話「初体験も楽じゃない!」（1979年、NTV）
- 遠山の金さん 第2シリーズ 第24話「死を商う男」（1979年、ANB） - 石塚又兵衛
- 土曜ワイド劇場
  - 遙かなる海の果てに（1979年、ANB）
  - 過去を消す女 私の結婚のために死んで下さい（1984年、ABC） - 掛川
  - 混浴露天風呂シリーズ4・女子大生秘湯ツアー連続殺人!（1985年、ABC） - 秋本信夫
- あめりか物語（1979年、NHK）
- 土曜ドラマ（NHK）
  - 離婚（1980年） - 修造
- 大捜査線（1980年、CX） - 大滝修造
- 花王 愛の劇場 / 愛とおそれと（1980年、TBS）
- さよならお竜さん（1980年、MBS）
- 猿飛佐助 第5話「甲賀忍法 火炎大車輪」（1980年、NTV） - 堀ノ内勘斎
- 木曜座 / 恋人たち（1980年、TBS） - 中町周太郎
- ザ・商社（1980年、NHK） - 河合社長
- 加山雄三のブラック・ジャック 第4話「えらばれたマスク」（1981年、ANB）
- ザ・ハングマン 第18話「大統領の隠し娘」（1981年、ABC） - A国大統領
- 娘が家出した夏 家庭ってなァに?（1981年、TBS） - 野上直作
- ロウソクが消えない ママ、わたし話したいの（1982年、ANB）
- 花王 愛の劇場 / 夫婦（1982年、TBS） - 高村勝利
- おまかせください（1982年、CX） - 松井院長
- 三日間（1982年10月10日、TBS） - 北山高志
- 本陣殺人事件 三本指で血塗られた初夜（1983年、TBS） - 一柳伊兵衛
- 大奥 第10話「虹を掴んだ少女」・第11話「上様はさんまがお好き」（1983年、KTV） - 酒井忠勝
- 松本清張シリーズ / 波の塔（1983年、NHK）
- 妻たちの乱気流（1984年、ANB）
- 旅よ恋よ女たちよ（1985年1月5日、NHK） - 太田黒
- 年末時代劇スペシャル / 忠臣蔵（1985年、NTV） - 小野寺十内
- 夏樹静子サスペンス / 動機なし（1986年、KTV）
- 松本清張サスペンス・隠花の飾り / 愛犬（1986年、KTV）
- 連続テレビ小説 / はね駒（1986年、NHK） - 橘徳右衛門
- 月曜・女のサスペンス / 九州航路の謎 -川崎〜宮崎 豪華客船血塗られたデッキ-（1988年、TX） - 立花長吉
- 向田邦子新春シリーズ（TBS）
  - 華燭（1992年）
  - 家族の肖像（1993年）
- 運命の逆転（TBS、1992年）
- 月曜ドラマスペシャル / 松本清張作家活動40周年記念・迷走地図（1992年、TBS） - 三原伝六
- ホテルドクター 第9話「カップルの秘密」（1993年、ABC）